# Huangtan (köpinghuvudort i Kina, Hubei Sheng, lat 30,66, long 113,08)
Huangtan (kinesiska: 黄潭, 黄潭镇) är en köpinghuvudort i Kina. Den ligger i provinsen Hubei, i den centrala delen av landet, omkring 110 kilometer väster om provinshuvudstaden Wuhan. Antalet invånare är 50 754. Befolkningen består av 24 187 kvinnor och 26 567 män. Barn under 15 år utgör 12,0 %, vuxna 15-64 år 78 %, och äldre över 65 år 9,0 %.
Runt Huangtan är det tätbefolkat, med 613 invånare per kvadratkilometer. Närmaste större samhälle är Jingling, 1,9 km sydost om Huangtan. Trakten runt Huangtan består till största delen av jordbruksmark.
Genomsnittlig årsnederbörd är 1 371 millimeter. Den regnigaste månaden är juli, med i genomsnitt 192 mm nederbörd, och den torraste är december, med 18 mm nederbörd.